# 森夏恩 (肯塔基州哈倫縣)
森夏恩（英語：Sunshine）是位於美國肯塔基州哈倫縣的一個非建制地區。

## 地理
森夏恩所處的海拔為高於海平面361米（即1184英呎），而該地所採用的時區為UTC-5，即北美東部時區（EST）。同時該地設有夏令時間，為UTC-5調快一小時，即UTC-4（EDT）。